# 林育南
林育南（1898年12月15日—1931年2月7日），中共早期领导人之一，龙华二十四烈士之一，与堂兄林育英和堂弟林彪并称为“林氏三兄弟”。

## 生平
父亲林协甫（？-1943年），湖北省黄冈县回龙镇林家大塆人，早年随二哥林俊卿去汉口开布行，在家乡娶华氏为妻，1898年生长子林育南。
1915年，林育南入武昌中华大学附中。1917年10月参加恽代英组织的互助社。1920年考入北京医学专科学校，常去北京大学与北京共产主义小组成员一起研讨马克思学说。1921年回湖北黄冈任职浚新小学。1922年初加入中国共产党。1922年5月起任中国劳动组合书记部武汉分部主任，中共武汉执行委员会委员，武汉工团联合会秘书主任。先后参与组织1922年9月的粤汉铁路工人罢工、1923年2月京汉铁路二七大罢工。
1924年国共时期，任国民党汉口执行部青年干事。同年5月，遭北洋政府湖北当局通缉，避往上海。不久返回汉口任任武汉学生联合会主席，1925年初赴上海，在上海总工会负责宣传工作，参加领导“五卅运动”。1926年5月，出席广州第三次全国劳动大会，9月随北伐军进入武汉，与李立三、项英、刘少奇等领导湖北工运。1927年在中共五大上当选为候补中央委员。
1927年底赴上海，任中共沪东区委书记。1929年11月任全国总工会秘书长，主持日常工作。1930年5月任中华全国苏维埃代表大会中央准备委员会秘书长。
1930年12月本应该进入中央苏区，抵达浙江衢州遇到国民党军围剿苏区的封锁线，无法进入，只好取道杭州返回上海。1月7日共产国际米夫主持中共六届四中全会，未通知林育南参加。全会把王明推上中共的最高领导岗位。
1931年1月8日，林联系多名党员，在党内发表《告同志书》，反对由王明掌握中共最高领导权。17日，林在同何孟雄、李求实等反王明派党员会面时在上海汉口路东方旅社被逮捕。2月7日与包括左联五烈士以及何孟雄在内的24位共产党员与同情者，在上海龙华警备司令部看守所被枪杀，时年33岁。亦有人怀疑林育南等人的暴露，有可能是出自王明等人的策划。
林育南在上海公开身份是归国南洋富商，张文秋扮装他的妻子。

## 家庭
- 原配汪秀芝，包办婚姻，女儿林光秀、儿子林光华，因林育南与陆若冰婚外情而离婚。
- 第一任假妻子张金保（假扮夫妻）。原名张毅。1918年起，先后在汉口裕华纱厂、泰安纱厂当工人。1926年加入中国共产党。一直从事工人运动，历任武汉市总工会副主席，中南总工会筹委会女工部部长，中南纺织工会主席，中南军政委员会委员，全国总工会第七至九届执委，全国妇联第一、三届执委。
- 第二任妻子李莲贞（李林贞，李莲珍），林育南与陆若冰产生婚外恋，遭堂哥林育英反对，林育南与元配汪秀芝离婚后，林育英将工人李莲贞介绍给他，二人结婚。儿子林光麟。
- 第二任假妻子张文秋（假扮夫妻）。原名张国兰，中国湖北京山县人，中国共产党早期党员，毛泽东的亲家，其与其第一任丈夫刘谦初所生大女儿刘思齐嫁予毛泽东长子毛岸英，其与第二任丈夫陈振亚所生二女儿邵华嫁予毛泽东次子毛岸青。
- 情妇陆若冰。林育南与原配婚姻期间同陆若冰产生婚外情，后因堂哥林育英反对分手，陆若冰与《红旗日报》副总编辑肖昌年结婚，生一女，1930年肖昌年牺牲，女儿夭折。此时林育南已经与李莲贞结婚，林陆二人旧情复燃，婚外同居，直至林育南牺牲。

- 堂兄林育英，堂弟林育蓉（林彪）。

- 1924年约5月，林彪将自己想投考广州黄埔军校的想法告诉林育南，林育南回信：

你这个考虑很对，每个人的一生都有很关键的一两步，这个步子如迈对了，就可受用无穷，如迈错了，就会跌入深谷。武力没有正义是暴政，正义没有武力是无能。中国的革命，最终要靠军事解决问题，共产主义事业需要大批军事人才。我和你八哥(林育英)搞党务、工（人）运（动），你搞军事，我们林家三兄弟就各有所长。